# Smokrić
Smokrić es una localidad de Croacia en el municipio de Lovinac, condado de Lika-Senj.

## Geografía
Se encuentra a una altitud de 616 m s. n. m. a 239 km de la capital nacional, Zagreb.

## Demografía
En el censo 2011 el total de población de la localidad fue de 23 habitantes.
| Gráfica de población de Smokrić 1857-2011                           |
|                                                                     |
| Según los censos de población de la oficina estadística de Croacia. |